# Manuel Fernando Rincón de Aranda
Manuel Fernando Rincón de Aranda (Chacas, Partido de Conchucos, Virreinato del Perú (actual Áncash); 1809 - Chacas; 1880) fue un militar y político peruano. Se desempeñó como alcalde del distrito de Chacas y diputado por Huari para el Congreso Constituyente de 1839. Ocupó el cargo nuevamente entre 1845 y 1853.

## Biografía
Fernando Rincón nació en el pueblo ancashino de Chacas, en 1809. Miembro de una importante familia de origen español, fue hijo del patriota Miguel Rincón y Rodríguez (capitán y gobernador de Conchucos Alto) y nieto del capitán navarro, Miguel Rincón y Rodríguez de Garay, funcionario realista destacado a Chacas en 1770, quien fue administrador de correos y comandante de caballería de la provincia de Conchucos entre 1770 y 1885. 
En 1839 fue elegido diputado en representación de la provincia de Conchucos en el Congreso Constituyente de 1839. En 1840 fue nombrado subprefecto de la provincia de Huari del recientemente creado departamento de Áncash (1835) y ese mismo año se le designó la comandancia general de la Guardia Nacional de la provincia de Conchucos.
Fue alcalde del distrito de Chacas en 1843 y ocupó el cargo de diputado por Huari durante cinco períodos entre 1845 y 1853. En 1845, durante el gobierno de Ramón Castilla, fue uno de los gestores para la fundación en Chacas y Huari, de las dos primeras escuelas mixtas de menores de la provincia. Ambas bajo el sistema Lancasteriano.
En 1849 se casó con Andrea Amez Navarro, hija del capitán español y gobernador de Conchucos Alto, Francisco de Amez. El matrimonio tuvo 9 hijos de los que destacó Manuel Fernando Rincón Amez, vocal de la Corte Superior de Justicia de Áncash y diputado de la República entre 1898 y 1900, este tuvo como hijo a Fernando Rincón Jaramillo, director general de la Guardia Civil del Perú; su hijo, Fernando Rincón Bazo, fue Ministro del Interior en el segundo gobierno de Fernando Belaúnde (1983).